# 五礼记碑
五礼记碑，位于中国河北省邯郸市大名县双台村，1982年7月23日公布为河北省文物保护单位，2006年5月25日公布为第六批全国重点文物保护单位。